# منچستر بای د سی
منچستر بای د سی (انگلیسی: Manchester by the Sea) فیلمی آمریکایی در ژانر درام روان‌شناختی به کارگردانی کنت لونرگان است که در سال ۲۰۱۶ منتشر شد. کیسی افلک، میشل ویلیامز، کایل چندلر و لوکاس هجز از بازیگران فیلم هستند. این فیلم به مضامین افسردگی، احساس گناه، سوگ، مسئولیت، خانواده‌های ناکارآمد و اختلال اضطراب پس از سانحه می‌پردازد. داستان آن دربارهٔ مردی افسرده و داغدار است که به‌طور غیرمنتظره مسئول مرگ سه فرزندش بود و پس از مرگ برادرش باید از برادرزادهٔ نوجوانش مراقبت کند.
منچستر بای د سی در مارس و آوریل ۲۰۱۵ در شهرک به همین نام در ماساچوست و دیگر شهرهای این ایالت مانند بورلی، اسکس، گلوکستر، سوامسکات، لینن، میدلتون، توکسبری و سیلم فیلم‌برداری شد. این فیلم در ۲۳ ژانویهٔ ۲۰۱۶ در جشنوارهٔ فیلم ساندنس به نمایش درآمد و برای عرضه از طریق آمازون استودیوز انتخاب شد. انتشار محدود آن در ۱۸ نوامبر ۲۰۱۶ و انتشار گسترده در ۱۶ دسامبر همان سال آغاز شد. این فیلم در گیشه ۷۹ میلیون دلار فروش کرد در حالی که بودجه ساختش ۹ میلیون دلار بوده‌است.
منچستر بای د سی با تحسین منتقدان مواجه شد و یکی از بهترین فیلم‌های سال ۲۰۱۶ به‌شمار می‌رود. هیئت ملی بازبینی فیلم این فیلم را بهترین فیلم ۲۰۱۶ معرفی کرد. نقش‌آفرینی افلک، ویلیامز و هجز و همچنین فیلم‌نامه و کارگردانی لونرگان با ستایش منتقدان همراه بود. منچستر بای د سی جایزهٔ اسکار بهترین بازیگر مرد برای افلک و جایزهٔ اسکار بهترین فیلم‌نامه غیراقتباسی را برنده شد و علاوه بر این نامزد دریافت جوایز اسکار در رشتهٔ بهترین فیلم، بهترین کارگردانی، بهترین بازیگر نقش مکمل زن (ویلیامز)، و بهترین بازیگر نقش مکمل مرد (هجز) بود. همچنین نامزد دریافت پنج جایزهٔ گلدن گلوب شد که افلک جایزهٔ بهترین بازیگر مرد درام را کسب کرد.

## خلاصه داستان
لی چندلر سرایدار جوانی است که زندگی یکنواختی دارد و وقایع زندگیش به اتفاقات تلخی مثل اخراج از محل کار بخاطر توهین کردن به مستأجر محل کارش یا دعوا با غریبه‌ها در بار خلاصه می‌شود. یک روز صبح به لی تلفن می‌شود و او می‌فهمد برادرش که برای مدت‌ها از او دور بوده به علت سکته قلبی در بیمارستان بستری است. لی به طرف بیمارستان حرکت می‌کند اما دیر می‌رسد و تنها موفق به دیدن جنازه برادرش می‌شود. سپس او برای خبر دادن به برادرزاده اش که در شهر منچستر در ماساچوست زندگی می‌کند راهی این شهر کوچک می‌شود که اطرافش را سراسر دریا گرفته‌است. رابطه او با برادرزاده اش پاتریک ابتدا چندان جدی نیست اما به مرور زمان حکم نوعی قیم را برای او پیدا می‌کند و خاطرات خود را دربارهٔ دلیل رفتنش از منچستر و تلاشش برای دوری جستن از گذشته را نقل می‌کند…

## بازیگران
- کیسی افلک
- میشل ویلیامز
- کایل چندلر
- گرچن مول
- تیت داناوان
- کارا هیوارد
- متیو برودریک
- هتر برنس

## نحوه شکل‌گیری داستان
کنت لونرگان از فیلم‌نامه نویسان و کارگردانان معتبر هالیوود است که کارنامه پرباری دارد. لونرگان نویسنده دارودسته نیویورکی‌ها بود که برایش نامزدی اسکار را در پی داشت. لونرگان اولین قدمش برای کارگردانی را با ساختن فیلم می‌توانی روی من حساب کنی برداشت که با واکنش خوب منتقدان همراه بود و نامزد دو جایزه اسکار از جمله بهترین فیلم‌نامه شد. بعد از فیلم مارگریت لونرگان کار بر روی سومین فیلمش را شروع کرد. ایده کلی فیلم‌نامه توسط مت دیمون و جان کرایزیسکی به لونرگان داده شد. در واقع اصلاً از ابتدا قرار بود دیمون نقش اصلی فیلم را بر عهده داشته باشد اما طولانی شدن زمان فیلمبرداری فیلم مریخی باعث شد در نهایت کیسی افلک جایگزین او شود و مت دیمون صرفاً یکی از تهیه‌کنندگان فیلم باقی بماند.

## نام فیلم
نام «منچستر» در عنوان فیلم اشاره به شهر معروف منچستر در انگلیس ندارد. داستان در شهر منچستر-بای-د-سی در ایالت ماساچوست آمریکا اتفاق می‌افتد. در منابع تاریخی ذکر شده‌است که در کرانه شمالی ماساچوست شهری به اسم Manchester-by-the Sea وجود دارد که پیش تر «منچستر» نام داشت اما در سال ۱۹۸۹ به واسطه حکم ایالتی جنجالی و عدم اشتباه گرفتن با شهر اصلی منچستر نامش به منچستر بای د سی یا «منچستر کنار دریا» تغییر کرد. علت این نام هم نزدیک بودن این شهر به آب دریا بوده‌است. فیلمبرداری فیلم در مارس ۲۰۱۵ در همین شهر آغاز شد.

## جوایز و نامزدی‌ها

### هفتاد و چهارمین مراسم گلدن گلوب
- برنده جایزه بهترین بازیگر نقش اول مرد در فیلم درام در هفتاد و چهارمین مراسم گلدن گلوب برای کیسی افلک
- نامزد دریافت جایزه بهترین بازیگر مکمل زن در هفتاد و چهارمین مراسم گلدن گلوب برای میشل ویلیامز
- نامزد دریافت جایزه بهترین فیلم‌نامه در هفتاد و چهارمین مراسم گلدن گلوب برای کنت لونرگان
- نامزد دریافت جایزه بهترین کارگردانی در هفتاد و چهارمین مراسم گلدن گلوب برای کنت لونرگان
- نامزد دریافت جایزه بهترین فیلم درام در هفتاد و چهارمین مراسم گلدن گلوب

### هشتاد و نهمین دوره جوایز اسکار
- برنده اسکار بهترین فیلم‌نامه غیر اقتباسی در هشتاد و نهمین دوره جوایز اسکار برای کنت لونرگان
- برنده اسکار بهترین بازیگر نقش اول مرد در هشتاد و نهمین دوره جوایز اسکار برای کیسی افلک
- نامزد اسکار بهترین بازیگر نقش مکمل مرد در هشتاد و نهمین دوره جوایز اسکار برای لوکاس هجز
- نامزد اسکار بهترین بازیگر نقش مکمل زن در هشتاد و نهمین دوره جوایز اسکار برای میشل ویلیامز
- نامزد اسکار بهترین کارگردانی در هشتاد و نهمین دوره جوایز اسکار برای کنت لونرگان
- نامزد اسکار بهترین فیلم در هشتاد و نهمین دوره جوایز اسکار